# Heavenly (álbum de L'Arc~en~Ciel)
heavenly es el título del tercer trabajo discográfico de L'Arc~en~Ciel y gracias a él consiguieron el #3 puesto en el ranking Oricon, vendiendo cerca de 400 000 copias.
Este álbum contiene 10 canciones de las cuales 2 fueron lanzadas en formato sencillo: Vivid Colors y Natsu no yuu-utsu [time to say good-bye]. Aparte de los respectivos videoclips de estos, contaban con el de and She Said (incluido en el vhs del mismo nombre junto al pv de su primer sencillo Blurry Eyes) y Brilliant Years (la cara b del sencillo Vivid Colors). 

## Lista de canciones
| #   | Título                 | Compuesta por:                                                        |
| --- | ---------------------- | --------------------------------------------------------------------- |
| 1.  | Still I'm With You     | hyde (letra) ken (música) L'Arc~en~Ciel (arreglos)                    |
| 2.  | Vivid Colors           | hyde (letra) ken (música) L'Arc~en~Ciel y Akira Nishihira (arreglos)  |
| 3.  | and She Said           | hyde (letra y música) L'Arc~en~Ciel (arreglos)                        |
| 4.  | Garasu Dama            | hyde (letra) ken (música) L'Arc~en~Ciel (arreglos)                    |
| 5.  | Secret Signs           | hyde (letra) ken (música) L'Arc~en~Ciel (arreglos)                    |
| 6.  | C'est La Vie           | hyde (letra) Tetsu (música) L'Arc~en~Ciel (arreglos)                  |
| 7.  | Natsu no yuu-utsu      | hyde (letra) ken (música) L'Arc~en~Ciel (arreglos) *Versión del álbum |
| 8.  | Cureless               | hyde (letra) Tetsu (música) L'Arc~en~Ciel (arreglos)                  |
| 9.  | Shizuka no umi de      | hyde (letra) L'Arc~en~Ciel (música) L'Arc~en~Ciel (arreglos)          |
| 10. | The Rain Leaves a Scar | hyde (letra) ken (música) L'Arc~en~Ciel (arreglos)                    |

## Vídeos promocionales
- L'Arc~en~Ciel - Vivid Colors
- L'Arc~en~Ciel - Natsu no yu-utsu (time to say good-bye)
- L'Arc~en~Ciel - and She Said
- L'Arc~en~Ciel - Brilliant Years

- Datos: Q2703024